# 포항국제불빛축제
포항국제불빛축제는 경상북도 포항시에서 개최하는 불꽃 축전이다.

## 역대 축전
2004년 포항시민의 날을 기념하여 처음으로 불꽃놀이 행사가 개최된 것을 시작으로, 이후 본 행사는 국제 규모의 축제 행사로 확대되었으며, 매년 세계적으로 저명한 불꽃 연출팀들이 참가하고 있다.
- 2004년 (주제 없음)
- 2005년 (주제 없음) / 대한민국, 일본, 중국
- 2006년 (주제 없음) / 대한민국, 중국, 일본, 스웨덴
- 2007년 (주제 없음) / 대한민국, 일본, 프랑스, 스웨덴
- 2008년 빛으로! 세계로! / 대한민국, 중국, 일본, 러시아, 스웨덴
- 2009년 빛으로 여는 미래 / 대한민국, 프랑스
- 2010년 블루 오션, 피버 포항 / 대한민국, 일본, 캐나다, 폴란드
- 2011년  세상의 모든 빛 / 대한민국, 중국, 호주, 포르투갈
- 2012년 Light Now 이제는 빛이다 / 대한민국, 중국, 폴란드, 이탈리아
- 2013년 한 여름 밤의 불빛이야기 / 대한민국, 중국, 캐나다, 프랑스
- 2014년 영일만 불빛에 물들다 / 대한민국, 호주, 영국, 폴란드
- 2015년 미래를 비추는 창조의 불빛 / 대한민국, 크로아티아
- 2016년 미래를 비추는 창조의 불빛 / 대한민국, 이탈리아, 대만
- 2017년 포항의 빛, 하늘을 날다 / 대한민국, 스페인, 미국
- 2018년 빛으로 일어서는 포항 / 대한민국, 중국, 영국
- 2019년 70년의 역사 포항, 희망의 불빛으로 밝히다. / 대한민국, 일본, 캐나다
- 2021년 나에게 ON 빛! 포항에서 희망의 빛을 띄우다! / 없음
- 2022년 (주제 없음) / 대한민국, 이탈리아, 스웨덴, 필리핀
- 2023년 (주제 없음) / 대한민국, 이탈리아, 스웨덴,  필리핀
- 2024년 Hi-Light! 포항을 밝히다! / 대한민국, 중국, 호주, 영국
- 2025년 맑은 시대 빛나는 일상 / 대한민국, 이탈리아, 캐나다

### 취소된 사례
- 2020년 코로나19 여파로 전면 취소하였다.
- 2025년 대회 때문에 토요일과 일요일에 걸쳐 호우주의보가 발효됨에 따라 안전상의 이유로 행사가 전면 취소하였다.